# Уэхотитан
Уэхотита́н (исп. Huejotitán) — посёлок в Мексике, штат Чиуауа, входит в состав одноимённого муниципалитета и является его административным центром. Численность населения, по данным переписи 2010 года, составила 243 человека.

## История
Поселение было основано в 1639 году как миссия иезуитов, а название Huejotitán дали индейцы тлашкальтеки, пришедшие вместе с миссионерами, и с языка науатль его можно перевести как листья ивы.